# マクロスF (ラジオ)
マクロスFのラジオ番組（マクロスフロンティアのラジオばんぐみ）は、テレビアニメ『マクロスF』の関連ラジオ番組として、文化放送を中心に放送された情報バラエティ番組（アニラジ）についてまとめたものである。
2008年1月に『RADIO MACROSS』として始まり、2011年4月の『マクロスF○∞△』終了までのべ170回放送された。

## 概要
「マクロスシリーズ」のラジオ番組は、過去に『超時空要塞マクロス』の『ラジオマクロスみんなデ・カルチャー』、『マクロス7』の『マクロスワールド』・『アニメExpress〜ギャラクシー・ネットワーク〜』が関東広域圏のTBSラジオで制作・放送された。『マクロスF』の場合はアニラジを取り扱うことの多い文化放送が担当し、テレビ放送前から劇場版2部作完結にかけて3年3ヵ月に渡りオンエアされた。
放送局は文化放送とMBSラジオ（毎日放送）。インターネット放送は『RADIO MACROSS』時代は音泉で放送されていたものの、『マクロスF○※△』以降はアニメ公式サイトにアップされる形に変更されている（詳細は各番組項目参照）。

## RADIO MACROSS
RADIO MACROSS（らじおまくろす）は、2008年1月から3月まで文化放送（毎週金曜深夜）とMBSラジオ（毎週日曜深夜）にて放送された。放送翌週火曜からインターネットラジオ音泉にて配信も行われた。全13回。
パーソナリティは中島愛（ランカ・リー役）と三宅健太（ボビー・マルゴ役）。ランカ役で声優デビューした中島は、当番組がラジオ初出演となった。
2007年12月の『マクロスF』第1話特別版（デカルチャー・エディション）放送に続き、ラジオで本番組がスタート。新番組『マクロスF』の情報や歴代マクロスシリーズについて紹介した。
主な内容はリスナーからの投稿コーナーとパーソナリティ2人のフリートーク。『マクロスF』の声優や過去のシリーズに参加した声優もゲスト出演した。

### コーナー
普通のお便り
『マクロスF』に関するお便りを紹介する。
嗚呼、でかるちゃー
身の周りや日常生活での衝撃体験を募集し、奇想天外な出来事を紹介する。
愛（めぐみ）・おぼえてください
リスナーから募集した要望に中島が挑戦する。
マクロス ラジオ大学
オカマ口調のキャラクター、ハニー鈴木がマクロスシリーズの作品を紹介、解説する。
マクロスソングリクエスト!
マクロスシリーズの中からリクエストが多い歌を紹介したり流したりする。

### ゲスト
- 第2回 - 神谷浩史（ミハエル・ブラン役）
- 第3回・第4回 - 小西克幸（オズマ・リー役）
- 第6回・第7回 - 神奈延年（熱気バサラ役 / 『マクロス7』）
- 第8回 - 遠藤綾（シェリル・ノーム役）
- 第9回 - 山崎たくみ（イサム・ダイソン役 / 『マクロスプラス』）
- 第11回 - 進藤尚美（アリエス・ターナー役 / 『マクロス ゼロ』）
- 第12回 - 中村悠一（早乙女アルト役）

## 『マクロスF○△』シリーズ

### 特色
2008年4月の『マクロスF』放送開始とともに『マクロスF○※△』がスタート。以後、春と秋の改編期に合わせてタイトルの※部分が×（2008年10月）→☆（2009年4月）→♪（2009年10月）→〜（2010年4月）→∞（2010年10月）と5度変更された。キャッチコピーは「マクロスFの色んなことを全宇宙へ向けてお届けすべく発信した超銀河ラジオ番組」。
パーソナリティは中村悠一（早乙女アルト役）、神谷浩史（ミハエル・ブラン役）、中島愛（ランカ・リー役）。ゲストとして、『マクロスF』の声優のほか、河森正治総監督ら制作スタッフも出演した。
番組タイトルの「F○（※・×・☆・♪・〜・∞） △」とは、アルファベットのFや日本語のファ・フィ・フ・フェ・フォで始まる言葉を表す。毎週が新番組という趣旨のもと毎回新タイトルを決め、番組冒頭のタイトルコールで「今週からスタートしたマクロス何々」と謳っていた。第1回から最終回（第157回）までのタイトル名は マクロスF公式サイト にて参照できる。初めはパーソナリティーの3人が交代で決めていたが、のちに公式サイトにリスナーが投稿したタイトル案から採用する形となった。ゲスト登場回はゲストがタイトルコールをした。
主な内容はリスナーからの投稿コーナー、パーソナリティ3人のフリートーク、音楽配信サービス曲の紹介、マクロスF関連情報の告知など。投稿コーナーは改編期の都度リニューアルされた。

### マクロスF○※△
マクロスF○※△は、2008年4月から9月まで文化放送とMBSラジオにて放送された。放送時間は文化放送が毎週金曜深夜、MBSラジオが毎週日曜深夜。インターネット配信は放送翌週火曜から番組公式サイト内で行われた。全26回。
番組前半は中村と神谷2人のトークで始まり、途中から中島が加わり3人でトークをするという構成になっている。関連商品やイベントの情報、アニメ本編への視聴者の感想も紹介された。

#### コーナー
セボ〜ン・ちゃんぽん・マルチウェぽん♪
「戦闘機がロボットになる」「学生なのに特殊軍人」など、マクロスではお馴染みの「○○でありながら××」な一粒で2度美味しいことをリスナーから募集する。
S.M.Sファンクラブ
民間軍事プロバイダS.M.Sのキャラクターたちへの歯の浮くようなファンレターを紹介する。S.M.S以外のキャラクター、もしくは声優個人宛でも可。ゲスト出演回はゲストおよび演じるキャラクター宛のものが読まれた。
アイドル育成道場「今夜もドル箱積み上げたろ課」
中村と神谷が教官に扮し中島を指導。リスナーが考案した「スーパーアイドルならばこれができる」という課題に中島がチャレンジする。
ふつおた
普通のお便り、『マクロスF』に関するお便りを紹介するコーナー。

#### ゲスト
- 第9回 - 遠藤綾（シェリル・ノーム役）
- 第13回 - 小西克幸（オズマ・リー役）
- 第17回 - 豊口めぐみ（クラン・クラン役）
- 第21回・第22回 - May'n（シェリル・ノーム歌担当）
- 第25回 - 福山潤（ルカ・アンジェローニ役）

### マクロスF○×△
マクロスF○×△は、2008年10月より2009年3月まで文化放送とMBSラジオにて放送された。文化放送は毎週金曜深夜で変わらず、MBSラジオは放送時間が土曜深夜に移動した。インターネット配信は放送翌週火曜から番組公式サイトで行われた。
アニメ放送終了に伴い番組タイトルとコーナーを改編。途中からクイズコーナーの敗者が次回の番組タイトルを考えることになった（ゲスト登場回はゲストがコールする）。パーソナリティ3人のトークは今期より最初から中島が入り、3人で進行する形となった。

#### コーナー
中村悠一の「はっきりせぇや!」（使用楽曲：イヌミミランカ/菅野よう子）
リスナーから寄せられた曖昧な疑問・質問に対し、中村がはっきりした答えを示すコーナー。冒頭では中村が身の回りで起きたもやもやする出来事を語り、「けしからん」と一喝する。
神谷浩史の「一発必中! 口説いて☆ぴろぴろ♪」
神谷扮する「ぴろぴろ先輩」が、リスナーから送られた歯の浮くような口説き文句を紹介する。
中島愛の「キラッ☆男だらけのクイズ大会!」
中村と神谷がリスナー出題の2通りのクイズで対戦する。「マクロス・まにあっくクイズ」はアニメの細かな台詞やシーンなどを当てる3択クイズ。「とっさのゼントラーディ語クイズ」はある状況で発するゼントラーディ語を当てる。敗者の罰ゲームとして「口の中で銀紙を噛む」などが命じられたが、のちに「勝つまで番組タイトルを考える」に変更された。
放送中期までは二種のクイズが週代わりで出されていたが、のちに一問ごとにランダム出題となった。
愛のマクロス劇場
アルトとミハエルの掛け合いで進行するミニドラマ風CM。
ふつおた
普通のお便り、『マクロスF』に関するお便りを紹介するコーナー。

#### ゲスト
放送回数は前番組『F○※△』からの通算。
- 第31回 - 井上喜久子（グレイス・オコナー役）
- 第35回 - 三宅健太 （ボビー・マルゴ役 / 早乙女嵐蔵役）
- 第39回 - 大川透 （ジェフリーワイルダー役 / エルモ・クリダニク役 / 中華料理店娘々の店長役 / ナレーション）
- 第40回 - 桑島法子 （松浦ナナセ役 / カナリア・ベルシュタイン役）
- 第41回 - ジャック （flying DOG社員、今回タイトル提案者）
- 第42回 - May'n（シェリル・ノーム歌担当）
- 第47回 - 小林沙苗（キャサリン・グラス役）
- 第52回 - 保志総一朗（ブレラ・スターン役）

### マクロスF○☆△
マクロスF○☆△は、2009年4月より10月まで文化放送とMBSラジオにて放送された。文化放送は毎週金曜深夜で変わらず、MBSラジオは放送時間が4月12日分から『マクロスF○※△』が放送された日曜深夜に戻った。インターネット配信は放送翌週火曜から番組公式サイトで行われた。
リスナーからの無茶振りに中村がアドリブで応える「よっ☆中村屋!」が、3クール（1年半）続く人気コーナーとなる。また、エンディングパートで河森正治監督の劇場版準備状況を伝える「今週の河森監督」が始まる。

#### コーナー
中村悠一の「よっ☆中村屋!」
主人公の早乙女アルトを遥かに超えるような、中村の武勇伝・噂について紹介する。
スーパーパックの「神谷製作所」
VF-25のスーパーパックの追加案を製作所社長である神谷が紹介する。
中島愛の「今夜もドル箱積み上げたろ課/NEXT」
『F○※△』からの復活コーナー。スーパーアイドルこと中島に無茶振りをさせる。
ふつおた
普通のお便り、『マクロスF』に関するお便りを紹介するコーナー。

#### ゲスト
放送回数は『F○※△』からの通算。
- 第56回 - 杉田智和（レオン・三島役）
- 第61回 - 小西克幸（オズマ・リー役）
- 第66回 - 豊口めぐみ（クラン・クラン役）
- 第69回・第70回 - 佐々木史朗（フライングドッグ代表取締役社長）
- 第73回 - 吉野弘幸（脚本家）
- 第77回 - 井上喜久子（グレイス・オコナー役）

### マクロスF○♪△
マクロスF○♪△は、2009年10月より2010年4月まで文化放送とMBSラジオにて放送された。文化放送・MBSラジオ共に放送時間の変更は無し。インターネット配信は放送翌週火曜から番組公式サイトで行われた。
2009年10月の「マクロス クロスオーバーライブ」公演や、12月公開の『劇場版 マクロスF 虚空歌姫 〜イツワリノウタヒメ〜』について、リスナーからの感想が紹介された。

#### コーナー
中村悠一の「よっ☆中村屋!　2枚目」
主人公の早乙女アルトを遥かに超えるような、中村の武勇伝・噂についてを紹介する。
神谷浩史の「口説いてぴろぴろ♪　もう1回」
『F○×△』からの復活コーナー。リスナーの妄想を、口説きのスナイパー、ミシェルを演じる「ぴろぴろ先輩」こと神谷が片っ端から実現する。
中島愛の「超時空・今夜もドル箱積み上げたろ課」
スーパーアイドルこと中島に無茶振りをさせる。
ふつおた
普通のお便り、『マクロスF』に関するお便りを紹介するコーナー。

#### ゲスト
放送回数は『F○※△』からの通算。
- 第80回 - 福山芳樹（熱気バサラ歌担当）
- 第82回 - 遠藤綾（シェリル・ノーム役）
- 第84回 - May'n（シェリル・ノーム歌担当）
- 第86回 - 河森正治（原作・総監督）
- 第88回 - 小西克幸（オズマ・リー役）
- 第90回 - 遠藤綾（シェリル・ノーム役）
- 第93回 - 菅野よう子（音楽）
- 第95回 - 杉田智和（レオン・三島役）
- 第99回・第100回 - 河森正治（監督）
- 第101回 - 中川翔子（アルバム『しょこたん☆かばー3 〜アニソンは人類をつなぐ〜』で『星間飛行』をカバー）

### マクロスF○〜△
マクロスF○〜△は、2010年4月より10月まで文化放送とMBSラジオにて放送された。文化放送・MBSラジオ共に放送時間の変更は無し。インターネット配信は放送翌週火曜から番組公式サイトで行われた。

#### コーナー
中村悠一の「よっ☆中村屋! 3枚目」
3枚目だけに中村悠一の「イケてない」噂について紹介する。
神谷浩史の「叶えてぴろぴろ♪ もう1回」
リスナーが持ってる「マクロス関連グッズ」と「神谷さんに叶えて欲しいこと」を募集し、それらをシャッフルする。
中島愛の「SMS入隊ゼミナール」
S.M.Sへの入隊動機、希望の部署を募集し、入隊できるよう中島愛がプレゼンする。
ふつおた
普通のお便り、『マクロスF』に関するお便りを紹介するコーナー。

#### ゲスト
放送回数は『F○※△』からの通算。
- 第118回 - May'n（シェリル・ノーム歌担当）
- 第120回 - 三宅健太（中島がライブでスケジュールが合わなかったために代役として）
- 第123回・第124回 - 遠藤綾（シェリル・ノーム役）・豊口めぐみ（クラン・クラン役）

### マクロスF○∞△
マクロスF○∞△は、2010年10月より2011年4月まで文化放送とMBSラジオにて放送された。文化放送・MBSラジオ共に放送時間の変更は無し。インターネット配信は放送翌週火曜から番組公式サイトで行われている。
オープニングテーマ曲は『ライオン』に替わり、劇場版完結編『恋離飛翼 〜サヨナラノツバサ〜』の劇中歌『放課後オーバーフロウ』となった。
構成ではパーソナリティー個人の担当コーナーがなくなり、番組前半はマクロスシリーズの人気曲ランキングコーナーとなった。
また、最後の放送にて中村悠一よりこのラジオが二本撮りであることが明かされた。

#### コーナー
マクロス・カウントダウン♪
毎週様々なテーマに沿ってマクロス楽曲をリスナー(或いはゲスト)からリクエストしてもらい、上位5曲を紹介するコーナー。
放課後☆娘々（にゃんにゃん）くらぶ
美星学園にまつわるウワサを募集して、学園の7不思議をコンプリートするコーナー。
まくろすがいっぱい！
所謂ふつおたのコーナー。コーナー名は中村悠一が考案。

#### ゲスト
放送回数は『F○※△』からの通算。
- 第139回 - 井上喜久子（グレイス・オコナー役）
- 第143回 - 豊口めぐみ（クラン・クラン役）
- 第146回 - 遠藤綾（シェリル・ノーム役）
- 第150回 - May'n（シェリル・ノーム歌担当）
- 第152回 - 大川透 （ジェフリーワイルダー役 / エルモ・クリダニク役 / 中華料理店娘々の店長役 / ナレーション）
- 第154回・第155回 - 河森正治（監督）

## 番外編

### 出張版CD
マクロスFラジオ Newtype Romance Special 超銀河CD
アニメ誌『Newtype Romance』2008 AUTUMN号付録CD。収録時間48分17秒。
ラジオの出張拡大版として「セボ〜ン・ちゃんぽん・マルチウェぽん♪」「マクロスF・まにあっくクイズ」「マクロス・ロマンス劇場」などのコーナーを収録。トークパートでは中村、神谷、中島がアフレコを終えた『マクロスF』について語り合い、May'nと河森正治総監督からのお便りを紹介している。
マクロスFラジオ Newtype Special 超銀幕CD
アニメ誌『月刊ニュータイプ』2009年12月号付録CD。収録時間54分42秒。
クラン・クラン役の豊口めぐみを加えての「中村悠一の『よっ☆中村屋!　2枚目』」「マクロスF・まにあっくクイズ」、およびショートドラマ5本を収録している。トークパートでは公開直前の『劇場版 マクロスF 虚空歌姫〜イツワリノウタヒメ〜』について語る。

### 公開録音
放送終了後の2012年1月8日にパシフィコ横浜大ホールで開催されたファンイベント「娘（ニャン）フェス」にて、ラジオの復活企画として公開録音が行われた。収録はイベントの第一部、第二部に分かれ、時間はラジオと同じく各30分。
出演者は中村・神谷・中島に加え、遠藤綾・May'n・河森が参加。コーナーは第一部が「一発必中! 口説いて☆ぴろぴろ♪」と「アイドル育成道場『今夜もドル箱積み上げたろ課』」、第二部が「よっ☆中村屋!」と「アイドル育成道場『今夜もドル箱積み上げたろ課』」が行われた。
収録内容はマクロスF公式サイトで視聴可能。第一部は3月9日から4月9日、第二部は3月16日から4月16日までの期間限定。

### ライブストリーミング
超時空動画つきラジオ マクロスF○♀△ 〜復活・女子キャラだらけのニコ生特番ふわぁお!?
コラボレーション企画アルバム『娘コラ×』の発売を記念し、2014年3月27日にニコニコ生放送で特別番組として復活。放送時間は約1時間。タイトルは後述の備考を参照。
出演者は中島（ランカ役）・遠藤（シェリル役）・豊口（クラン役）・井上（グレイス役）という女性キャスト4名。中島がMCを務め、視聴者に事前募集したお便りを紹介しつつ各コーナーを進行した。
「めったにしないアワー」Feat.シェリル・ノームシェリルに関するイメージギャップの大きい噂について遠藤が答える。
「おっきいのがいいのか、ちっさいのも味わい深いぞ」Feat.クラン・クラン世の中にある大・小どちらが良いことなのかについて、生アンケートを交えて豊口が答える。
「あなたはナニ虫?」Feat.グレイス・オコナー過去の過ちにつきまとう罪悪感を、井上が言葉の力で解きほぐす。
後半はフライングドッグ社長の佐々木史朗が参加し、アルバムの趣旨について説明した。

## 備考
- 『マクロスF』のテレビ放送局のうち、関東のTBSは金曜25時55分から26時25分にかけて放送していた。文化放送の『マクロスF○※△』は金曜25時30分から26時まで放送したため、ラジオ終盤とアニメ冒頭の放送が5分間重なっていた。
- 文化放送で2011年3月11日に放送されるはずだった『マクロスF○∞△』（第154回）の放送は、当日に発生した東北地方太平洋沖地震に関する報道特別番組に差し替えられ、MBSラジオも同地震への対応から3月13日22:00から翌朝までの放送をフィラー編成としたため、地上波での放送自体が完全に休止となった。ただし、該当回のインターネットラジオでの配信は通常通り実施された。
- 番組内で中島が中村の不精髭のことを「ごじゃっぺ」と表現したところ、検索エンジンに「中村悠一」と入力すると、関連検索候補のトップに「中村悠一 ごじゃっぺ」と表示されるようになった。「ごじゃっぺ」とは中島・神谷の出身地茨城の方言で「いい加減、でたらめ」といった意味がある。中村は意味を調べておらず知らないとは言うものの、決して褒め言葉ではないと理解している。また、中村の冴えない表情を神谷が「つるべ落としの顔になっているよ」と茶化すと、同様に「中村悠一 つるべ落とし」が上位に表示された。リスナーからこれらの報告を受け、中村、神谷、中島は改めて番組の影響力に驚いている。
- 番組には毎回アルト（中村）とミシェル（神谷）の掛け合いによるCMコーナーがあるが、中村と神谷によると、ここでコント風に演じる機会が多いため、アニメやドラマCDの方でキャラクターの演技に支障をきたすという。神谷は劇場版のアフレコで真剣に演じたにもかかわらず、音響監督の三間雅文から「仕事モードでお願いします」と注文された。
- 番組内にて神谷が中島のニックネームとして考えられた「メグタン」について「片仮名で表記するとガラモンみたいで怪獣っぽい」と発言し、『ウルトラギャラクシー大怪獣バトル』の台詞をパロディした結果、2009年の円谷プロ公式サイトのエイプリルフール企画で『しょこたん☆ぶろぐ』ならぬ『ごもたんぶろぐ』が1日限りで作られ、「デカルチャー」などの言葉が使用された。
- 『イツワリノウタヒメ』公開前に収録された「超銀幕CD」の中で、「アルトのかっこいい決め台詞は?」と質問された中村は「鉄格子がお似合いだぜ」と答えた。その後でウソと断っていたが、完結編『サヨナラノツバサ』ではシェリル・ノームが死刑囚として収監されるシーンがあり、予知発言だったのかと話題になった。
- 改編期の節目の放送では、各回の番組タイトルコールを再生する企画があった。神谷は中村が絶叫した「マクロス・フワーオ!」（第15回）というタイトルをいたく気に入り、企画のたびにリクエストしていた。

## 放送局
| 放送局                      | 放送期間 | 放送日時 |
| --------------------------- | --- | --- |
| 文化放送                    | 2008年1月4日 - 3月28日（RADIO MACROSS） 2008年4月4日 - 9月26日（マクロスF○※△） 2008年10月3日 - 2009年3月27日（マクロスF○×△） 2009年4月3日 -10月2日 （マクロスF○☆△） 2009年10月9日 - 2010年4月2日（マクロスF○♪△） 2010年4月9日 - （マクロスF○〜△） | 金曜 25時30分 - 26時00分 |
| 毎日放送ラジオ（MBSラジオ） | 2008年1月6日 - 3月30日（RADIO MACROSS） 2008年4月6日 - 9月28日（マクロスF○※△） 2008年10月4日 - 2009年3月27日（マクロスF○×△） 2009年4月4日 -10月4日 （マクロスF○☆△） 2009年10月11日 -（マクロスF○♪△） 2010年4月 -（マクロスF○〜△）                 | 2008年1月6日 - 9月28日 日曜 25時30分 - 26時00分 2008年10月3日 - 2009年4月4日 土曜 25時00分 - 25時30分 2009年4月12日 - 日曜 25時30分 - 26時00分 |
| 音泉                        | 2008年1月8日 - 4月1日（RADIO MACROSS） | 毎週火曜更新 |
| 番組公式サイト              | 2008年4月8日 - 9月30日（マクロスF○※△） 2008年10月7日 - 2009年3月30日（マクロスF○×△） 2009年4月7日 - 2009年10月6日（マクロスF○☆△） 2009年10月13日 - 2010年4月6日（マクロスF○♪△） 2010年4月13日 - （マクロスF○〜△）                                 | 毎週火曜更新 |